# Stadtteilschule Winterhude
Die Stadtteilschule Winterhude ist eine Stadtteilschule mit etwa 1400 Schülerinnen und Schülern im Hamburger Stadtteil Winterhude. Die nach dem Entwurf von Fritz Schumacher erbaute Schule in der zeitgleich errichteten Jarrestadt wurde 1930 eröffnet. 
Die Schule ist Mitglied im Schulverbund Blick über den Zaun, einem Zusammenschluss reformpädagogisch orientierter Schulen.

## Architektur
Die Schule wurde 1928–1930 als Volksschule Wiesendamm  nach dem Entwurf von Fritz Schumacher erbaut. Die Schule, eine Doppelschule des neuen Hamburger Typs, an der erstmals in Hamburg an einer Regelschule Jungen und Mädchen gemeinsam unterrichtet wurden, erhielt ihren Platz im östlichen Teil der Jarrestadt im Rahmen des von Schumacher entworfenen Bebauungsplans.
Als zentrales Bauwerk und „charakterbestimmender Mittelpunkt“ gedacht, liegt sie im Brennpunkt einer hufeisenförmigen Platzanlage in der Symmetrieachse des regelmäßig aufgeteilten Stadtteils. Der symmetrische, langgestreckte Bau mit fünf Geschossen und leicht auskragendem flachem Dach zeigt in der Hauptfront eine regelmäßige Rasterfassade ohne die gewohnte Klinkerverkleidung der Tragkonstruktion: Das Eisenbetonskelett bleibt als Fachwerk mit ausgemauerten Brüstungsfeldern sichtbar. Über den seitlich angebauten Eingangstrakten erheben sich flankierende Treppentürme mit großen Fenstern an den Stirnseiten: Für Schumacher hatten sie die Funktion von „Beleuchtungskörpern“, die den beidseitig eingebauten Fluren Licht geben. Die Sporthalle wächst als Mittelflügel aus der Rückfront heraus. In diesem Schulbau erhält sie einen darüberliegenden Gymnastiksaal und auf dem flachen Dach eine Terrasse. Fritz Bürger fertigte die vergoldete Schalenträgerin des Brunnens im Innenhof. Nach zukunftsweisenden pädagogischen Erkenntnissen erhielt die Schule Räume für den Fachunterricht in Naturwissenschaften, Kunst und Werken.
Das von Schumacher erbaute Schulgebäude ist seit 2009 denkmalgeschützt.
2012/14 wurde eine Dreifeld-Sporthalle neu erbaut. Ab 2019 wurde ein dreistöckiges Oberstufengebäude mit Aula, Hort- und Ganztagsflächen neu errichtet. Bei beiden Neubauprojekten wurden ein- bis zweigeschossige Gebäude aus der Nachkriegszeit abgerissen. Weiter Bestand hat eine Aula an der Ecke Meerweinstraße / Großheidestraße aus den 1960er Jahren.

## Geschichte
Am 23. Juli 1930 übergab der damalige Stadtbaumeister Fritz Schumacher das Schulgebäude der Öffentlichkeit. Die Schule war als Zentrum einer republikanisch-modernen Arbeiterstadt konzipiert. Eine aktive Elternschaft beteiligte sich als „Schulfortschrittsgruppe“ an Konferenzen und erörterte mit den Lehrern die Vorhaben der Schule. Von Anfang an war hier auch der Reformpädagoge und Antikriegsschriftsteller Wilhelm Lamszus tätig, der zuvor an der Reformschule Tieloh-Süd unterrichtet hatte. Lamszus verhalf hier Ende 1930 auch Hans Löhr zu einer Anstellung, als der sich aufgrund seiner politischen Aktivitäten bedroht fühlte und Braunschweig verlassen musste. Eine Schülerin von Löhr an der Meerweinschule war Greta Wehner, damals noch Greta Burmester, die in der von Löhr mitgegründeten Landkommune Harxbüttel zur Welt gekommen war.

### Zeit des Nationalsozialismus (1933–1945)
Gleich nach dem 5. März 1933 führten die Nationalsozialisten unter der Parole „Schluss mit der roten Pädagogik“ eine massive Kampagne gegen die Schulen durch, die sich wie die Lichtwarkschule, die Telemannschule und die Meerweinschule der demokratischen Republik verpflichtet fühlten. Ab Ostern 1935 wurde die Schule in eine Mädchen- und Jungenschule getrennt, benannt wurde sie nach einem NSDAP-Funktionär Hans Schemm. Die jüdischen Lehrerinnen Hertha Feiner-Aßmus und Julia Cohn wurden suspendiert – ebenso aber auch fortschrittliche Lehrer wie Wilhelm Lamszus, Autor des Buches Das Menschenschlachthaus. Im Winter 1943/1944 wurde der Schulbetrieb eingestellt.

### Nach dem Krieg (1945–1979)
Im August 1945 wurde der Schulbetrieb wieder aufgenommen und die Trennung in zwei Schulen beibehalten. In den sehr kalten beiden Nachkriegswintern wurde die Unterrichtszeit auf 30 Minuten beschränkt, weil die Schulen nicht beheizt werden konnten. Nach dem relativ zügigen Wiederaufbau der Jarrestadt wurde Schichtunterricht erteilt, um den sprunghaft steigenden Schülerzahlen gerecht zu werden.
Noch 1951 wurden Klassen mit über 60 Kindern eingerichtet. Anfang der sechziger Jahre verlief die Entwicklung der Schülerzahlen umgekehrt. Viele Hamburger zogen nun aus den überfüllten Stadtwohnungen in die Außenbezirke. Der anhaltende Schülerschwund für beide Schulen führte zu einer Konzentration der Aufgaben: Die Schule wurde in eine Grundschule und eine Haupt- und Realschule aufgeteilt.

### Gesamtschule Winterhude (1979–2004)
Am 1. August 1979 wurde die Schule Meerweinstraße 28 eine Integrierte Gesamtschule. Die Schule ist Mitglied im Schulverbund Blick über den Zaun.
Fast 40 Jahre lang blieben die Schicksale der jüdischen Lehrerinnen vergessen, bis Schüler und Lehrer 1982 die Vergangenheit ihrer Schule erforschten: In alten Akten entdeckten sie einen Vermerk über die Entlassung der beiden Lehrerinnen im Jahr 1933 und rekonstruierten die Geschichte ihrer Verfolgung bis in den Tod. Zwei Jahre lang wurden die Gesamtschüler bei Behörden und Betrieben vorstellig, um das Projekt in die Tat umzusetzen. Die Hamburger Hochbahn hat den Gleiskörper kostenlos gebaut, die Bahn einen 14 Tonnen schweren Waggon zur Verfügung gestellt, den eine Spedition ebenfalls gratis in die Meerweinstraße transportierte. So entstand das Denk-Mal Güterwagen.

### Gesamtschule Winterhude mit angegliederter Grundschule (seit 2005)
Eine Gruppe reformpädagogisch interessierter und engagierter Lehrer verschiedener Schulformen sowie einige Elternvertreter und Universitätsangehörige trafen sich erstmals im Februar 1998.
Inzwischen ist aus der Initiative ein eingetragener Verein, die „Reformschule Hamburg e.V“, entstanden. Im Jahr 2004 stand wegen der zurückgegangenen Schülerzahl die Schließung der Grundschule zur Diskussion. Die Deputation der Hamburger Schulorganisation beschloss 2005, die Grundschule, Meerweinstraße 26 und die Gesamtschule Winterhude, Meerweinstraße 28 zur Gesamtschule Winterhude mit angegliederter Grundschule zusammenzulegen. Nach der Verdoppelung der Anmeldungen 2005 haben sich die Anmeldezahlen der Gesamtschule Winterhude auf einem hohen Niveau eingependelt. Heute (Stand Februar 2017) besuchen ca. 1000 Kinder diese Schule.
- Jahrgangsübergreifender Unterricht und Klassen: Seit 2004 lernen die Schüler der Gesamtschule Winterhude in altersgemischten Gruppen. Dazu wurden die normalen Klassenverbände aufgelöst und stattdessen Teams und Stammgruppen gebildet. Insgesamt gibt es 12 Stammgruppen, die sich jeweils zu einem von drei Teams zuordnen.
- KuBa: KuBa (Kulturelle Basis) ist ein wichtiger Bestandteil des alltäglichen Unterrichts, er zieht sich durch alle Jahrgänge hindurch. Die Schüler wählen zu Anfang einer Stunde einen „Kuba-Raum“ aus. Hierbei steht die Wahl zwischen Deutsch, Mathe, Englisch und Gesellschaftslehre. In den Räumen arbeiten die Schüler individuell an vorgefertigten, themenbezogenen Bausteinen in ihrem eigenen Tempo.
- Herausforderung: Bei der Herausforderung verlassen die Schüler für mehrere Wochen das sichere Umfeld, um sich in Bewältigungsituationen zu beweisen, schließlich bestenfalls mit einer wichtigen Selbstwirksamkeitserfahrung zurückkehren. Die Reformschule kann als eine der ersten Schulen gelten, die in mit einem schulischen Projekt Herausforderung auch medienwirksam in Erscheinung trat.[7]

2008 und 2018 wurde die Schule für den Deutschen Schulpreis nominiert, erreichte aber keinen Preis.

### Stadtteilschule Winterhude mit angegliederter Grundschule (seit 2010)
Seit 2010 werden die Hamburger Gesamtschulen als Stadtteilschulen geführt.

## Auszeichnungen
Die Stadtteilschule Winterhude wurde für 2018 von der Robert Bosch Stiftung unter die besten 20 Schulen in Deutschland gewählt.